# Schlossrued
Schlossrued est une commune suisse du canton d'Argovie, située dans le district de Kulm.